# 白令海峽通道

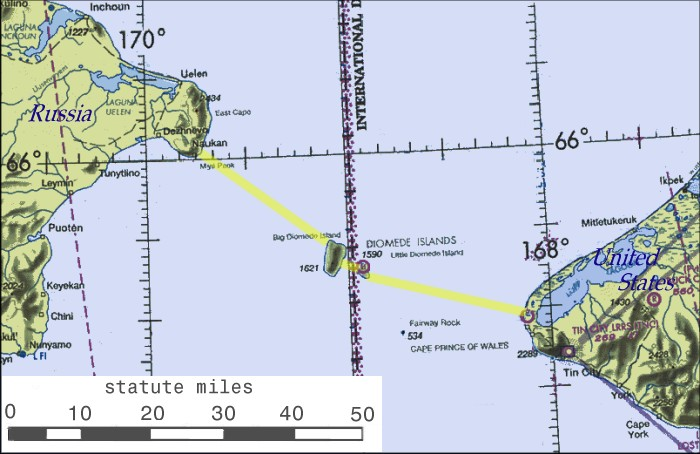
可能建設之白令海峽通道橋

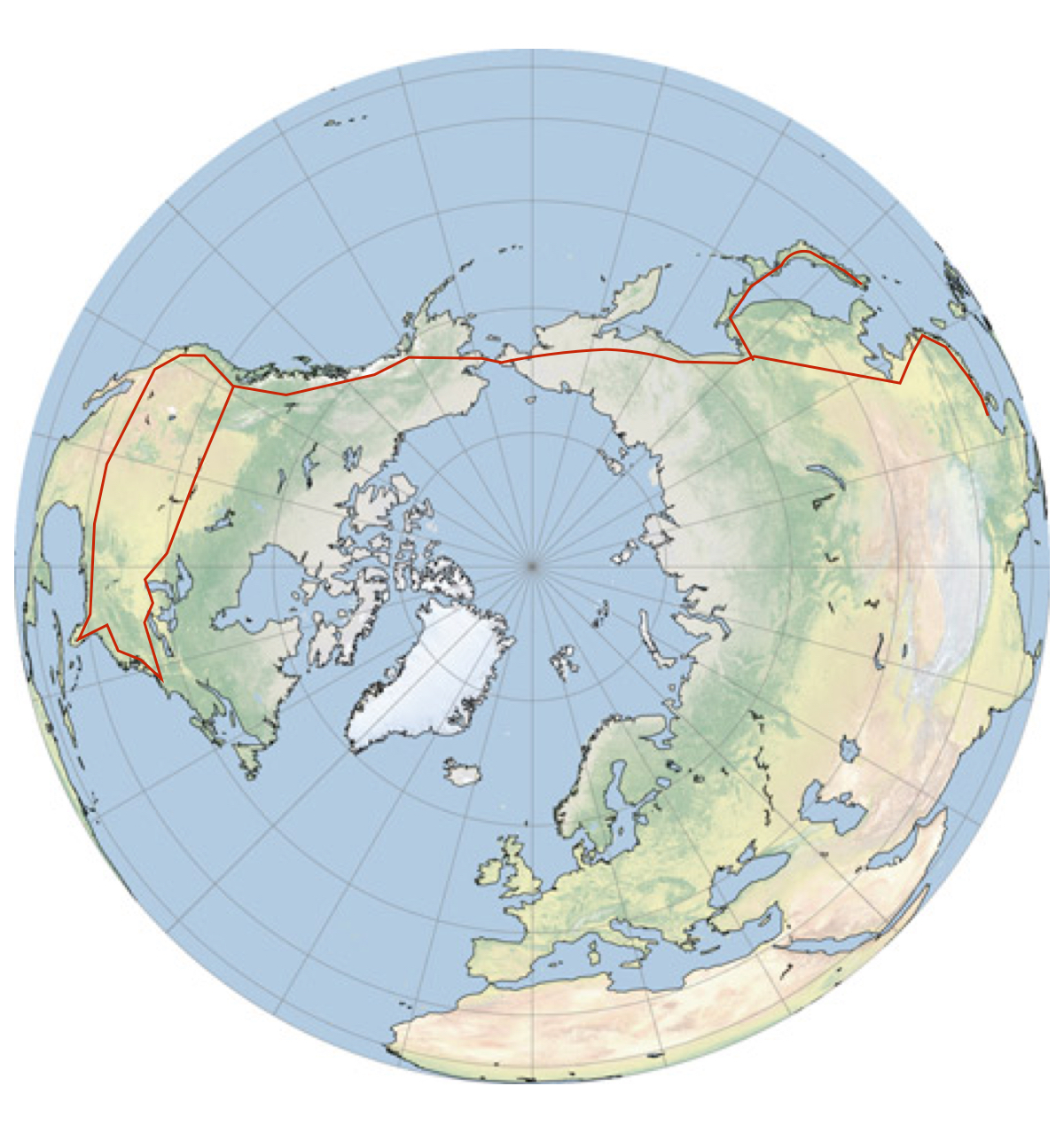
白令海峡隧道及部分相关连接线规划图（北极视角）

白令海峡通道是一个规划中的跨白令海峡的陆路通道，计划修建在白令海峡最窄、最浅处，俄罗斯一侧的终点在楚科奇半岛，美国一侧的终点在阿拉斯加州的苏厄德半岛。该通道建成后，将成为连接欧亚大陆与北美洲的重要陆路通道，主要用于输送石油，天然气、电力等，预计全程约104公里。也有人提出一个连通白令海峡的陆路通道。两侧都是荒凉无人的地带，很难收回建造的成本，但长远来看将是美洲与欧亚大陆间的陆桥。
在有关资料中，还存在“国际和平大桥”、“洲际和平大桥”（The Intercontinental Peace Bridge）、“欧亚大陆—美洲交通通道”、“美洲—亚洲和平隧道”等称呼。2007年4月，俄罗斯官方对外宣布，计划投资650亿美元修建这一陆路通道。

## 方案
关于白令海峡通道的修建存在多种方案，目前有桥梁、隧道、隧桥3个方向的方案。

### 隧桥方案
隧桥方案经过大代奥米德岛和小代奥米德岛。该方案通过约40千米长的桥梁连接阿拉斯加与小代奥米德岛，通过隧道连接俄罗斯与大代奥米德岛，再将从隧道中挖出的泥土将大、小代奥米德岛填海成一个岛屿。

### 隧道方案
该方案计划全程使用隧道，也经过大代奥米德岛和小代奥米德岛，同时将在大代奥米德岛和小代奥米德岛设立通风设备、紧急出口等设施。

### 桥梁方案
该方案计划全程使用桥梁，也经过大代奥米德岛和小代奥米德岛。

## 历史

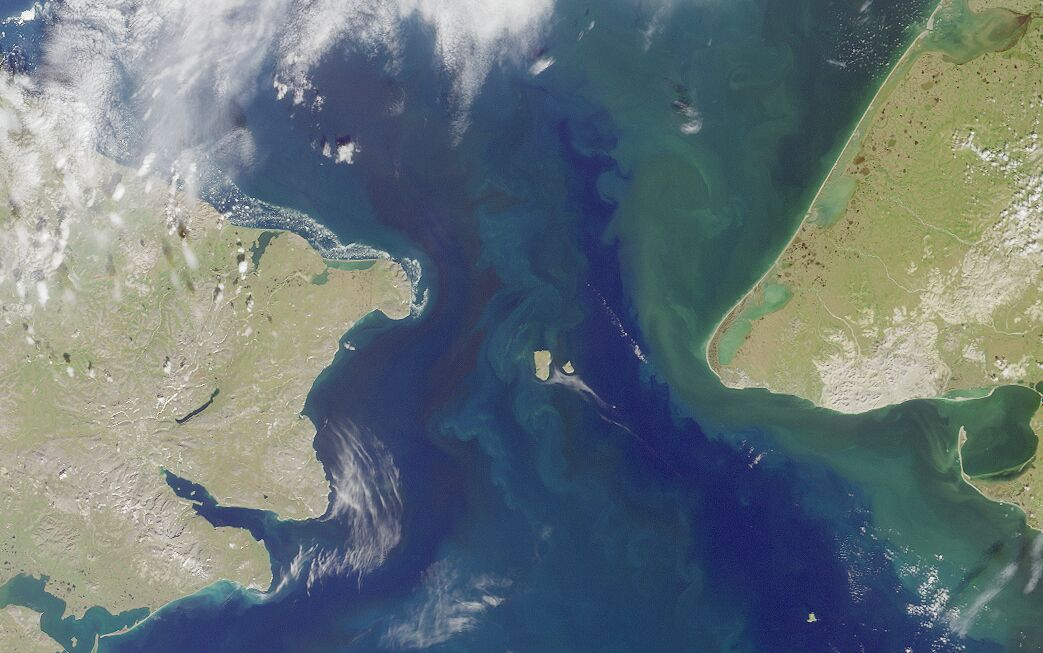
白令海峡的卫星图。其中，左边的是俄罗斯杰日尼奥夫角，中间的是代奥米德群岛，右边的是威尔士王子角。

### 19世纪
白令海峡通道最早由威廉·戈平在1890年提出。戈平曾于1861年3月25日—1862年3月26日期间任美属科罗拉多领地（今美国科罗拉多州）的总督。白令海峡通道也是该人泛地球铁路设想的一部分。
1892年，曾修建过超过400座桥梁的工程师，同时也是旧金山金门大桥总工程师的约瑟夫·斯特劳斯（Joseph Strauss）在他的大学毕业论文中也提出过修建白令海峡通道的设想。这一设想还曾被提交到当时的俄罗斯帝国政府，但未获得俄罗斯帝国政府的认可。

### 20世纪
1904年，一家很有实力的美国铁路公司（通过一位法国发言人）提议修建“西伯利亚-阿拉斯加铁路”，从阿拉斯加的威尔士王子角出发，使用隧道通过白令海峡，穿过西伯利亚东北部，经过杰日尼奥夫角、上科雷姆斯克、雅库茨克，到达伊尔库茨克。该提议附带有一项为期90年的条约，该条约规定项目的运营商享有铁路两侧各8英里（13公里）的独家采矿权。1907年3月20日，官方对此进行了辩论，最终予以否决。
1905年，俄国沙皇尼古拉二世批准了一项隧道方案（可能是上面提到的美国提议修建的隧道），预计成本约为6500万美元（仅包括隧道本体，不包括附属工程），包括所有铁路连接线在内的成本约为3亿美元。
这些设想后来因一战和俄国革命变得遥不可及。
1942年—1943年的二战时期，美国、加拿大联合修建连接美国本土、加拿大、美国阿拉斯加的阿拉斯加公路时，曾再次论证在白令海峡修建陆路通道。1942年，美国外国政策研究会（英文：Foreign Policy Association）曾设想将阿拉斯加公路延伸到白令海峡边的诺姆（按照高速公路的标准修建），再修建陆路通道横跨白令海峡，最后到达伊尔库茨克。
1958年，美籍华裔工程师林同炎也曾提议修建横跨白令海峡的陆路通道，用以促进美苏两国间的政治互信及商业贸易。1968年，该人组建了洲际和平大桥公司（一家非盈利性组织），用以实现这一设想。他此时对白令海峡大桥进行了可行性评估，并估计总长80公里（50英里）的大桥成本将达10亿美元。 1986年，他从美国总统里根手中获得国家科学奖章（National Medal of Science），他送交一本16页的洲际和平大桥（Intercontinental Peace Bridge）计划书，该桥横跨白令海峡，连接美国阿拉斯加州与俄罗斯远东地区的西伯利亚。1994年，林同炎将成本重新核算为40亿美元。同戈平一样，林同炎也将白令海峡通道作为国际友好的象征。

### 21世纪
2005年，老布什、小布什、投资家尼尔·马伦·布什（Neil Mallon Bush）与统一教的牧师文鲜明曾共同出国，目的在于游说在白令海峡挖掘海底隧道。10年后的2015年，《琼斯母亲》杂志记者就白令海峡海底隧道对参加共和党初选的杰布·布什进行质问时，杰布·布什否认家族有支持隧道工程，说他们与文鲜明一同旅行，是因为家族支持“这位宗教领袖努力让该教信徒去服务他人。”
2007年4月，俄罗斯官方对外宣布，计划投资650亿美元在白令海峡修建陆路交通通道。
根据2014年5月京华时报的报道，中国计划修建中国东北至美国本土约10,000公里（6,213英里）长的高速铁路。这一方案包括修建白令海峡海底隧道，并经过加拿大一些美国私企也提出了相关建议，比如2010年在阿拉斯加成立的一家有限责任公司，该公司旨在游说建立一条连接海峡的两岸隧道，并2018年推出的一种数字加密货币，为隧道建设提供资金。

## 难题

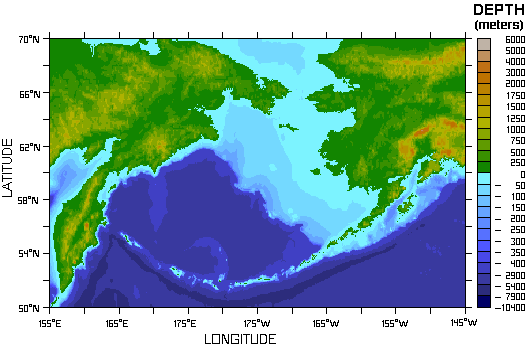
白令海峡水深图

### 水文
水深并不是主要难题，因为白令海峡水深不超过55（180英尺）。 该区域的海浪也不是很高，海流也不是很急。

### 气候问题

#### 极地温度对施工的限制
线路有很长一段经过北极圈南界，将面临极夜和低温的考验。冬季平均气温低至−20 °C（−4 °F） ，并可能低至−50 °C（−58 °F）。这意味着每年只有5个月可以施工。

#### 气温对钢制建筑构件产生不利影响
极地恶劣的自然环境将对钢结构产生不利影响。林同炎提出采用钢筋混凝土结构可以大大提升结构强度并降低后期维护难度。

### 经过苔原区域
相关道路将经过苔原地区，并须注意永久冻土的影响。

## 线路相关

### 白令海峡通道本体
桥梁方案计划连接美国阿拉斯加州威尔士和俄罗斯乌厄连，经过白令海峡中间的大代奥米德岛和小代奥米德岛。不过该方案可能需要通过隧道连接大代奥米德岛和小代奥米德岛，因为大代奥米德岛海拔高达300多米。
1994年，林同炎估计白令海峡通道本体的建设成本约为40亿美元。  相关连接道路（公路/铁路）的建设成本约为500亿美元。  但林同炎同时认为，白令海峡通道建成后将可以大大加强对北极油气资源的开发，进而获得上万亿美元的经济效益。《探索频道》旗下的《工程大突破》栏目估算相关公路、电气化复线高速铁路、管道的成本将达到1050亿美元，成本是长度为50公里（31英里）的英吉利海峡海底隧道的5倍。

### 连接公路/铁路
计划修建两座长度约为40公里（25英里）的大桥（桥梁/隧桥方案），或超过80公里（50英里）长的隧道（隧道方案），用以跨越白令海峡。截至2017年，仍未看到实质性进展。

#### 俄罗斯一侧
俄罗斯终点周边道路设施极其匮乏。距离俄罗斯现有铁路系统最近处距离超过3200公里（2000英里）。
俄罗斯一侧距离白令海峡最近的主要公路为俄罗斯R504科雷马公路，最近处距离白令海峡约2000公里（1200英里）。 然而，计划于2025年全线通车的阿纳德尔公路将连接奥拉和阿纳德尔，这将使白令海峡于主要公路的距离缩短至600（370英里）。

#### 美国一侧
在美国一侧，需在诺顿湾附近的陆地上跨过尤纳拉克利特河与育空河修建公路或铁路，连接现有的阿拉斯加2号公路或现有铁路。有人向阿拉斯加州政府提议，将阿拉斯加2号公路延伸至距离白令海峡160公里的诺姆，工程总投资预计高达23亿美元至27亿美元（平均每公里达300万美元）。
2016年，阿拉斯加公路网延长了80公里（50英里），直通塔纳纳，并且该工程实现了和谐征收、文明施工。阿拉斯加运输和公共设施部展开这一工程时得到了当地土著团体如塔纳纳部落理事会（英语：Tanana Tribal Council）的支持。

#### 轨距

俄罗斯使用1520毫米轨距，美国和加拿大均使用1435毫米轨距

白令海峡通道两端终点及其他相关国家采用两种不同的轨距。美国、加拿大、中国、朝鲜半岛采用轨距为1435毫米的准轨。俄罗斯采用轨距为1520毫米的宽轨。采用何种方式解决两种轨距的铁路系统互联互通，是目前所面临的一大难题。

## 亚洲—北美洲陆路通道

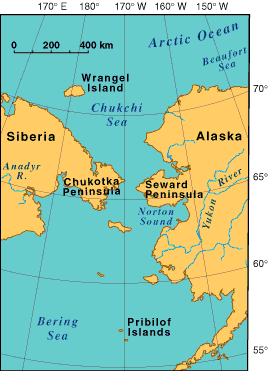
这张地图展示了俄罗斯楚科奇半岛和美国苏厄德半岛

亚洲—北美洲陆路通道（俄语：ТрансКонтинентальная магистраль，英语： Transcontinental Railway，英语别名：ICL-World Link或Intercontinental link）是一条规划中的陆路通道，连接美国阿拉斯加州和俄罗斯西伯利亚，长度约为6000千米，主要用于输送乘客、燃油、天然气、电力。建成后，美国和俄罗斯将会有直通铁路。
根据2007年的一份规划，将修建一条长度为103-（64-英里）的白令海峡海底隧道，如果建成，将成为世界上最长的海底隧道。这条隧道将成为连接俄罗斯远东的萨哈共和国首府雅库茨克、阿穆尔河畔共青城及美国阿拉斯加州西海岸铁路的一部分。 在此次规划中，白令海峡海底隧道本体预计耗资100亿—120亿美元，连同附带工程的总耗资预计为650亿美元。
2008年，时任俄罗斯总理普京批准了修建一条通往白令海峡地区的铁路的计划，作为2030年之前发展计划的一部分。计划修建在俄罗斯远东的楚科奇半岛与美国阿拉斯加州之间一条100多公里长的白令海峡海底隧道隧道。 预计耗资660亿美元。
2011年8月下旬，在俄罗斯东部雅库茨克举行的一次会议上，该计划得到了包括时任俄罗斯总统梅德韦杰夫在内的一些高级官员的支持，其中包括俄罗斯联邦远东事务代表Aleksandr Levinthal。 他们相信项目完工后，陆路货运将比现在的集装箱货轮速度更快、更安全、更便宜。 他们认为这将在一年内承担全球货运总量的3%，创造70亿美元的经济效益。 不久之后，俄罗斯政府正式批准了耗资650亿美元建造横跨白令海峡的西伯利亚-阿拉斯加铁路和隧道。
其他一些观察人士质疑“比集装箱船更便宜”这一说法，因为从中国到欧洲的铁路运输成本要高于集装箱船（除了追求交货时间的货物）。
2013年，俄罗斯阿穆尔—雅库茨克铁路全线通车（距离白令海峡2800千米）。然而，这条铁路主要用于货运，线路上弯道很多且曲线半径偏小，不适合高速列车通行。未来还将展开Lena–Kamchatka Mainline和科雷马—阿纳德尔公路这两项交通项目。科雷马—阿纳德尔公路已开始建设，但将是一条狭窄的砾石路。

## 泛中国—俄罗斯—加拿大—美国铁路
2014年，据相关报道，中国考虑修建设计时速为350千米/小时的泛中国—俄罗斯—加拿大—美国铁路，其上运行子弹头列车。这一方案包括修建200千米长的白令海峡海底隧道。乘客可用大约两天的时间完成中美两国的旅程。
尽管受到多方质疑，不过中华人民共和国官方媒体《中国日报》（英文名：China Daily）却表示中国完全掌握相关技术，并计划使用该技术修建台湾海峡海底隧道。 目前尚不清楚谁将为建设项目提供资金，不过中国其它工程建设阶段曾采用多种方式融资，并预计最终将通过建成后的相关经济效益收回成本。

## 一带一路
2015年，有报道称中国和俄罗斯可能就一带一路倡议进行与白令海峡通道相关的合作。根据一带一路倡议，中俄两国将合作修建横跨西伯利亚的交通走廊，还将修建包连接西伯利亚最东端和阿拉斯加最西端的油气管道和陆路通道（铁路/公路）。如果该计划得以实施，它将经由俄罗斯通过铁路和高速公路把伦敦和纽约连接起来。

## 延伸閱讀
- Oliver, James A. . Information Architects. 2006  [2019-10-14]. ISBN 0-9546995-6-4. （原始内容存档于2019-07-13）.
- . BBC News. 2001-01-03  [2010-04-26]. （原始内容存档于2007-08-18）.
- . VOA. 2007-04-19  [2007-04-19]. （原始内容存档于2007-05-23）.
- Oliver, James A.; Podderegin, Andrey; Mashin, Dmitiri. . The Company of Writers. 2007. ISBN 978-0955663802.

## 外部連結
- Discovery Channel's Extreme Engineering
- World Peace King Tunnel （页面存档备份，存于）
- Trans-Global Highway
- The Bering Strait Crossing
- Alaska Canada Rail Link - Project Feasibility Study
- The Bridge Over the Bering Strait by James Cotter
- A Superhighway Across the Bering Strait, The Atlantic （页面存档备份，存于）
- BART's Underwater Tunnel Withstands Test （页面存档备份，存于）

65°47′N 169°01′W / 65.783°N 169.017°W